# Jim Nance McCord

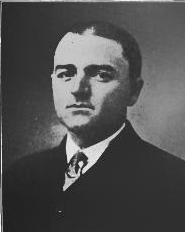
Jim Nance McCord.

Jim Nance McCord, född 17 mars 1879 i Bedford County, Tennessee, död 2 september 1968 i Nashville, Tennessee, var en amerikansk politiker. Han var ledamot av USA:s representanthus 1943-1945 och guvernör i Tennessee 1945-1949.
McCord arbetade länge som redaktör på Marshall County Gazette. Han blev senare tidningens enda ägare. Demokraten McCord var borgmästare i Lewisburg, Tennessee 1917-1942. Han var elektor för Franklin D. Roosevelt i presidentvalet i USA 1932 och hans tidning stödde Roosevelts New Deal-reformer.
Efter en mandatperiod i representanthuset kandiderade McCord i 1944 års guvernörsval i Tennessee och vann mot republikanen och countrymusikern Roy Acuff. Han omvaldes två år senare. McCords stöd för Taft-Hartley-lagen innebar att han fick fackföreningsrörelsen emot sig när han kandiderade för en tredje mandatperiod. Han förlorade i demokraternas primärval mot tidigare guvernören Gordon Browning.
McCord kandiderade i 1958 års guvernörsval som obunden. Han fick 32% av rösterna men förlorade mot demokraten Buford Ellington som fick 58%.
McCord gifte sig 1901 med Vera Kercheval. Hon dog 1953 och han gifte om sig 1954 med Sula Tatum Sheeley. Den andra hustrun dog 1966 och McCord gifte sig 1967 för tredje gången med Nell Estes. Hans grav finns på Lone Oak Cemetery i Lewisburg.